# 움나산섬

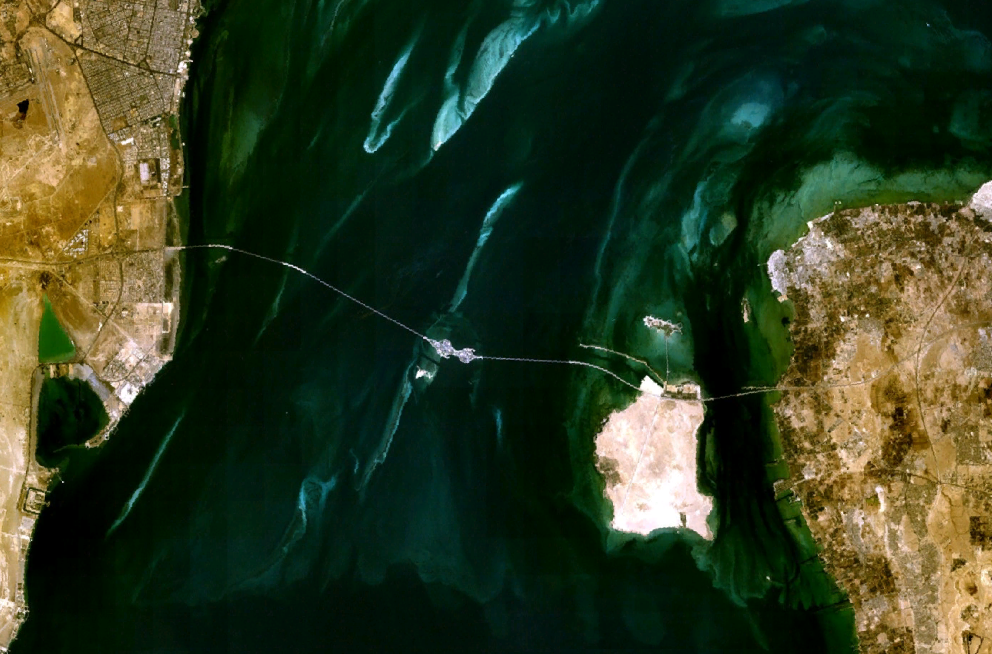

움나산섬(Umm an Nasan)은 바레인에서 5번째로 큰 섬이다. 바레인섬 마나마 수도에서 서쪽으로 17.5킬로미터 지점에 위치해 있다.
이 섬은 총리 할리파 이븐 술만 알할리파의 개인 소유이며 민간인의 출입이 제한된다. 왕을 위한 3개의 궁전들과 일부 정원 외의 다른 지역에는 개발이 거의 이루어지지 않은 편이다. 이 섬에 유입된 인도영양이 일부 존재한다.

## 참고 자료
- Article about politics of the island, Abbas al Murshid